# Сант'Андреа (Мачерата)
Сант'Андреа је насеље у Италији у округу Мачерата, региону Марке.
Према процени из 2011. у насељу је живело 14 становника. Насеље се налази на надморској висини од 389 м.